# Данци (Вижинада)
Данци  (итал. Facchinetti) је насељено место у саставу општине Вижинада у Истарској жупанији, Хрватска. До територијалне реорганизације у Хрватској налазили су се у саставу старе општине Пореч.

## Становништво
Према последњем попису становништва из 2011. године у насељу Данци живело је 13 становника.
| година пописа  | 1857 | 1869 | 1880 | 1890 | 1900 | 1910 | 1921 | 1931 | 1948 | 1953 | 1961 | 1971 | 1981 | 1991 | 2001 | 2011 |
| бр. становника | 0    | 0    | 0    | 30   | 99   | 109  | 0    | 0    | 29   | 29   | 29   | 23   | 22   | 16   | 13   | 13   |

Напомена:У пописима 1857. 1869. 1921. и 1931. подаци су садржани у насељу Вижинада, У 1948. исказано под именом Доњи Данци. Од 1880. до 1910. и у 1948. истазано као део насеља.